# Mencije
Mencije (kineski: 孟子, pinyin: Mèng Zǐ; Wade-Giles: Meng Zhu;, latinski Mencius) (372. – 288. pr. Kr.), kineski filozof. Nastavljač Konfucijeve filozofije, živio kao savjetnik na mnogim dvorovima, a kasnije pretežno kao putujući učitelj.
Njegova su djela pisana kao dijalozi (u 7 knjiga), a u njima polemizira s utopističkim elementima u učenju Mo-tija, kao i sa skeptičko-hedonističkim nazorima realističke inačice konfucijanizma. Konfucijevu, u biti, aristokratsko-konzervativnu teoriju, po kojoj se vrlina stječe poglavito dobrim odgojem i održavanjem harmoničkih formi u ophođenju i razvijanju lijepih umjetnosti, zamijenio je mnogo širom socijalno-etičkom tezom, prema kojoj su svi ljudi po prirodi dobri, a jedino ih težnja za imovinom skreće s pravog puta.
Mencije je u središte svoje filozofije stavio ljudsku prirodu: po Konfuciju, svi ljudi imaju izvorno jednaku narav; po Mencijevoj interpretaciji, ta je izvorna narav dobra. U konfucijanskoj etici sistematizirao je četiri glavne vrline: ljubav, pravednost, moralnost i mudrost. Autorom je poznate izrjeke o tome kako svi ljudi imaju izvorno istu narav - "koja ne može podnijeti da vidi patnju drugih". Ta tvrdnja čini okosnicu idealističkoga konfucijanizma.